# Hersilia simplicipalpis
Hersilia simplicipalpis är en spindelart som beskrevs av Baehr 1993. Hersilia simplicipalpis ingår i släktet Hersilia och familjen Hersiliidae.
Artens utbredningsområde är Thailand. Inga underarter finns listade i Catalogue of Life.